# Festival international du film de Moscou 1959
Le premier festival international du film de Moscou se tient du 3 au 17 août 1959. Le Grand Prix est attribué au film soviétique Le Destin d'un homme réalisé par Serge Bondartchouk.

## Jury
- Sergueï Guerassimov (Président du jury), réalisateur et scénariste soviétique
- Antonín Martin Brousil (cs), critique de cinéma tchécoslovaque
- Emma Väänänen, actrice finlandaise
- Thorold Dickinson,  réalisateur et producteur de cinéma britannique
- Christian-Jaque, réalisateur français
- Kálmán Nádasdy (hu), réalisateur hongrois
- Hans Rodenberg (de), producteur est-allemand
- Bimal Roy, réalisateur, scénariste et producteur indien
- Henri Storck, documentariste belge
- Jerzy Toeplitz, historien polonais du cinéma
- Kiyohiko Ushihara, réalisateur et scénariste japonais
- Zhang Junxiang (de), réalisateur et dramaturge chinois
- Sergueï Ioutkevitch, réalisateur et scénariste soviétique

## Films en compétition
Les films suivants sont sélectionnés pour la compétition principale :
- Útek ze stínu de Jiří Sequens  Tchécoslovaquie
- Hier (Tegnap) de Márton Keleti  Hongrie
- Liman tashrouk al chams (لمن تشرق الشمس)[2] de Joseph Fahdi  Liban
- Le Journal d'Anne Frank (The Diary of Anne Frank) de George Stevens  États-Unis
- India mère patrie (India) de Roberto Rossellini  Italie
- Punainen viiva (fi) de Matti Kassila  Finlande
- Un môme sur les bras (Das haut einen Seemann doch nicht um) d'Arthur Maria Rabenalt  Allemagne de l'Ouest
- Le Salon de musique (জলসাঘর, Jalsaghar) de Satyajit Ray  Inde
- Wir Wunderkinder de Kurt Hoffmann  Allemagne de l'Ouest
- Mingea (ro) d'Andrei Blaier (ro) et Sinișa Ivetici (ro)  Roumanie
- Un seul fleuve pour deux rives (vi) (Chung một dòng sông) de Nguyễn Hồng Nghi (vi) et Phạm Kỳ Nam  Vietnam du Nord
- À toi pour toujours (حب إلى الأبد, Houbb îla al abad) de Youssef Chahine  Égypte
- Quand naîtra le jour (جاگو ہوا سویرا, Jago hua savera) d'A. J. Kardar  Pakistan
- Hambre nuestra de cada día (en) de Rogelio A. González  Mexique
- Itsuka kita michi (ja) (いつか来た道?) de Kōji Shima  Japon
- Die unvollkommene Ehe de Robert A. Stemmle  Autriche
- Wan zi qian hong zong shi chun (万紫千红总是春) de Shen Fu  Chine
- Cara de Fogo (pt) de Galileu Garcia  Brésil
- Orzeł de Leonard Buczkowski  Pologne
- Das Lied der Matrosen de Kurt Maetzig et Günter Reisch  Allemagne de l'Est
- Sommarnöje sökes (sv) de Hasse Ekman  Suède
- Ardyne èltch (mn) (Ардын элч) de Dejidin Jigjid (mn)  Mongolie
- La Sentence de Jean Valère  France
- Monsieur Saïd (سعيد أفندي Said effendi) de Kameran Hosni  Irak
- Chunhyangdyun de Yoon Yong-gyu (en)  Corée du Nord
- Kroz granje nebo (sh) (Кроз грање небо) de Stole Janković (sr)  Yougoslavie
- A Cry from the Streets (en) de Lewis Gilbert  Royaume-Uni
- Le Destin d'un homme (Sudba cheloveka) de Serge Bondartchouk  Union soviétique
- Tana (sq) de Kristaq Dhamo  Albanie
- Fanfare de Bert Haanstra  Pays-Bas

## Récompenses
- Grand Prix : Le Destin d'un homme de Serge Bondartchouk
- Médailles d'or :
  - Wir Wunderkinder de Kurt Hoffmann
  - Quand naîtra le jour de A. J. Kardar
  - Útek ze stínu de Jiří Sequens
- Médailles d'argent :
  - Acteurs : Wieńczysław Gliński, Bronisław Pawlik et Aleksander Sewruk pour Orzeł
  - Actrices : Pureviin Tsevelsuren pour Ardyne èltch (mn)
  - Directeur de la photographie : Un Thak pour Chunhyangdyun
  - Compositeur : Ustad Vilayat Khan pour Le Salon de musique
  - Réalisateur : Lewis Gilbert pour A Cry from the Streets (en)
- Diplômes :
  - Kōji Shima pour Itsuka kita michi (ja)
  - Jean Valère pour La Sentence